# Akiva Schaffer

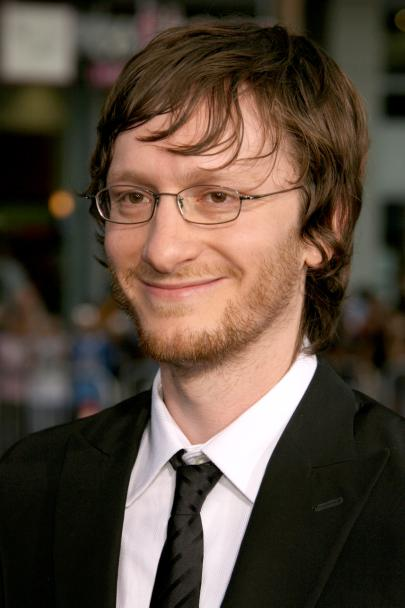
Akiva Schaffer

Akiva Schaffer (1 de dezembro de 1977) é um cineasta, roteirista e comediante norte-americano, conhecido por ser membro do grupo de comédia The Lonely Island, ao lado de Andy Samberg e Jorma Taccone. Trabalhou como roteirista do humorístico Saturday Night Live, além de possuir um Emmy de Melhor Letra e Música Originais por Dick In A Box, interpretada por Samberg e Justin Timberlake.
Akiva também foi diretor dos filmes Hot Rod, The Watch e Popstar: Never Stop Never Stopping.